# Diffrakció
A diffrakció vagy elhajlás a fizikában egy olyan hullámtani jelenség, mely a hullám terjedése közben következik be, ha a hullámhosszával összemérhető méretű akadállyal találkozik.
Ha a hullámok útjába a hullámhosszhoz képest viszonylag nagyméretű réssel ellátott akadályt teszünk, akkor a nyíláson áthaladó hullámok közelítőleg egyenesen haladnak tovább. Ha azonban a rést elegendően kicsire szűkítjük, a hullámok behatolnak az akadály által árnyékolt térbe is – ilyenkor tapasztalható az elhajlás.
A diffrakció mindenféle hullám esetén felléphet, akár a hang, akár a vízhullámok, vagy az elektromágneses hullámok (pl. a látható fény, a röntgensugárzás, a rádióhullámok) esetén; feltéve, hogy az akadály mérete összemérhető az adott hullám hullámhosszával. 

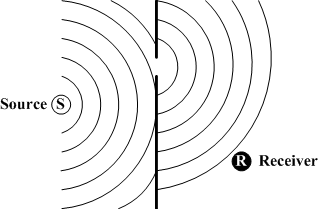
Hanghullámok elhajlása egy nyíláson
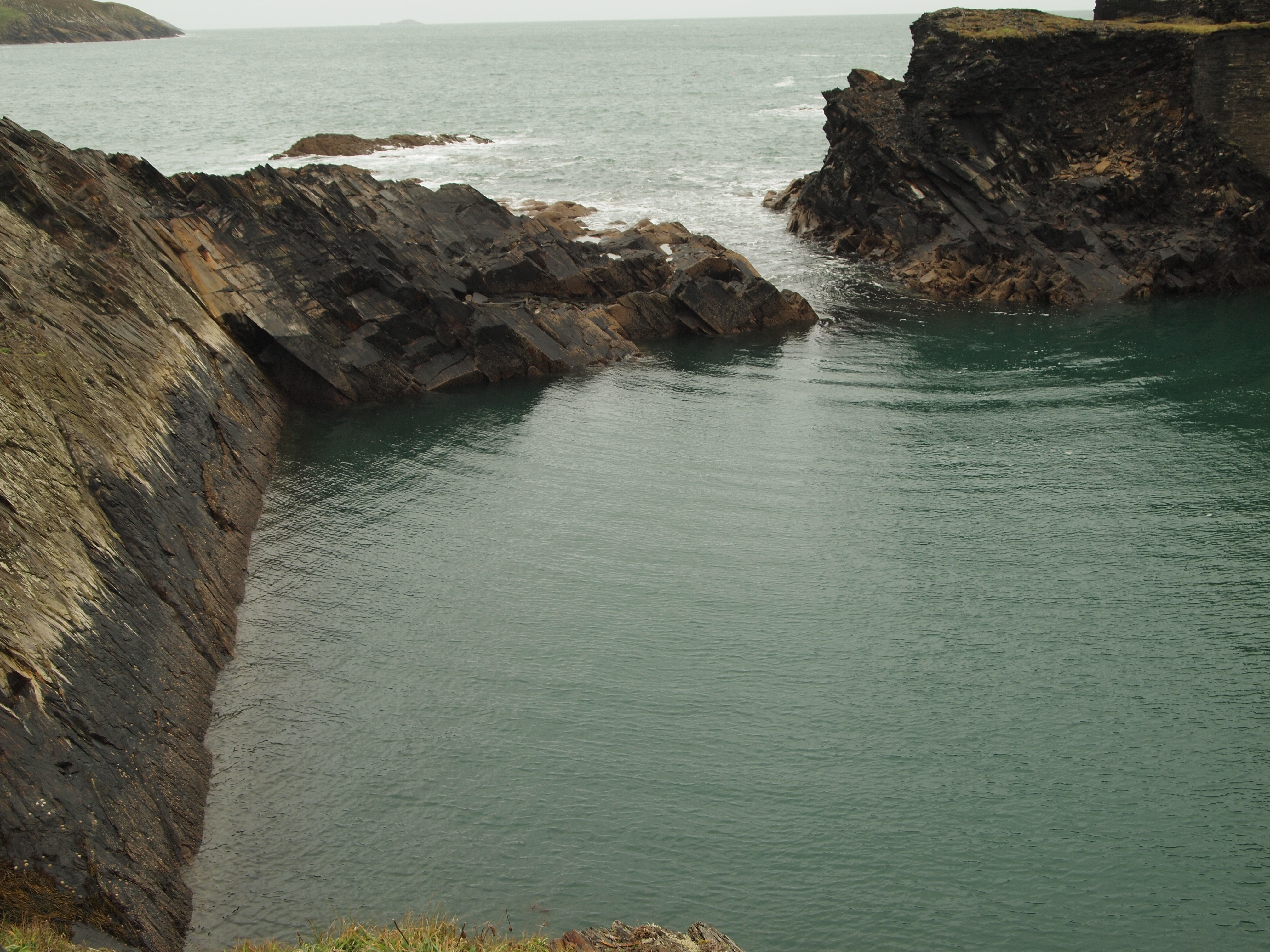
Vízhullámok elhajlása keskeny szoros után
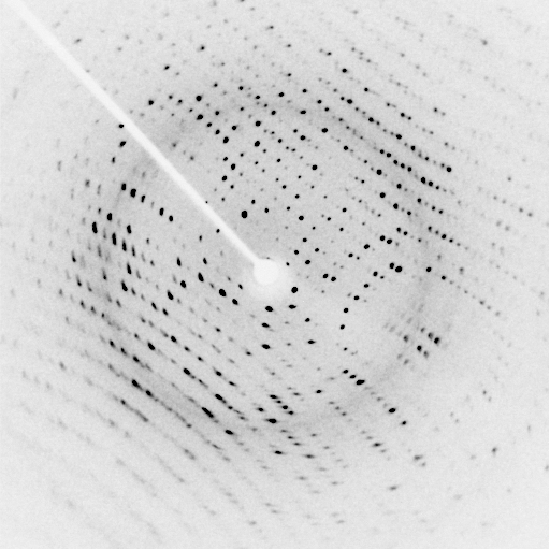
Lizozim nevű enzim röntgendiffrakciós képe
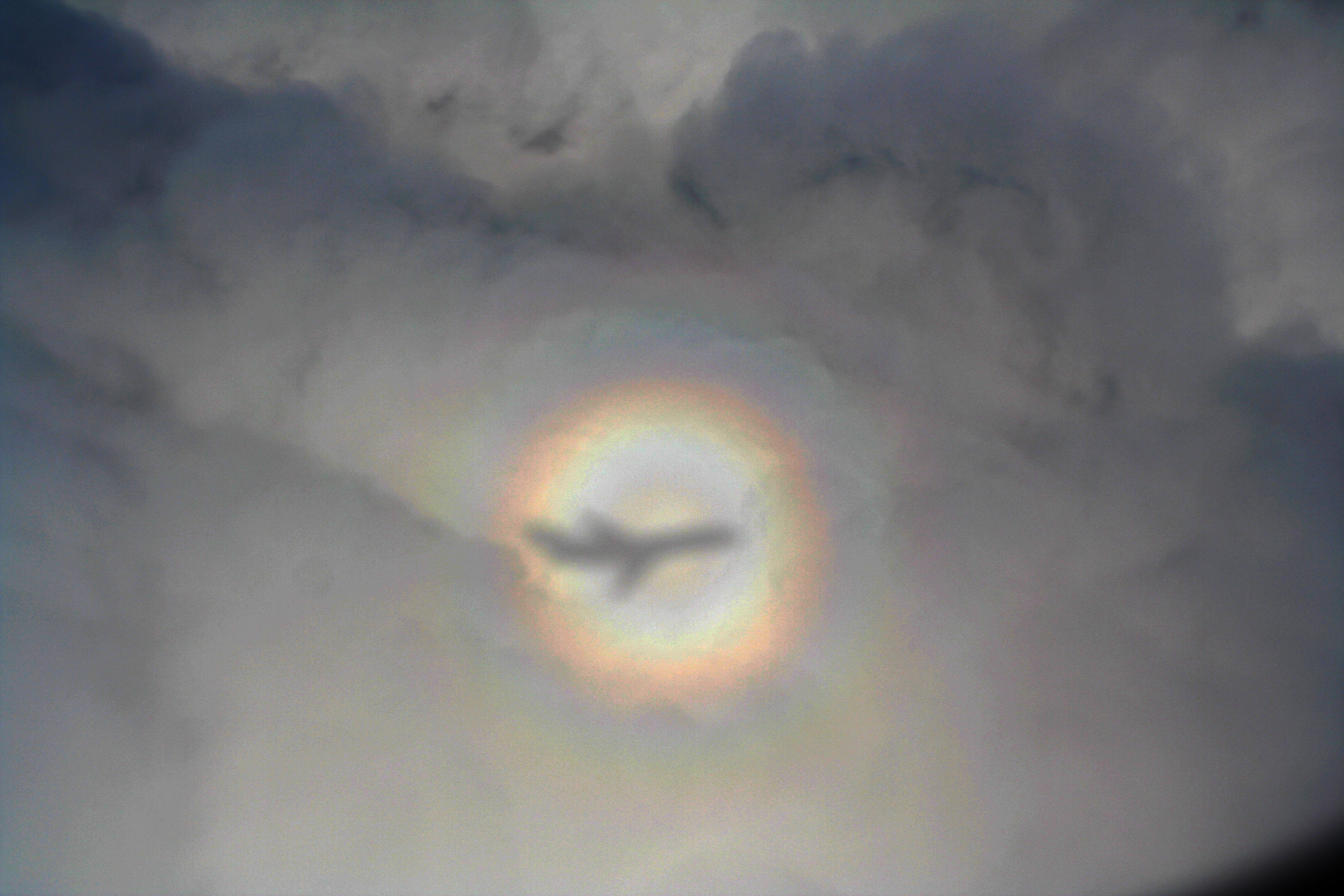
Repülőgép árnyéka körül látható glória

A hang elhajlása miatt a nyitott ablakon keresztül halljuk a szobában az utcán elmenő busz hangját, akkor is, ha nem látjuk a buszt. Az emberi fül számára hallható hangok frekvenciája ugyanis 20 Hz-20 kHz közötti, és az ilyen mechanikai hullámok hullámhossza – figyelembe véve, hogy a hang terjedési sebessége a levegőben 340 m/s – 17 m-1,7 cm közötti. A hétköznapi életünkben előforduló tárgyak mérete tehát összemérhető a hang hullámhosszával, így a hang elhajlása mindennapos jelenség.
A vízhullámok méter körüli hullámhossza összemérhető a természetben előforduló akadályok méretével, így a vízhullámok elhajlása is gyakran megfigyelhető, a hullám behatol az árnyéktérbe is.
A kristályok és biológiai nagy molekulák, fehérjék szerkezetében megjelenő periodicitás mértéke a röntgensugárzás hullámhosszával összemérhető. Az ilyen háromdimenziós rendszereken áthaladó röntgensugárzás diffrakciós képének értelmezése lehetőséget ad a szerkezet vizsgálatára. Ezt használja ki a röntgenkrisztallográfia.

## Történet

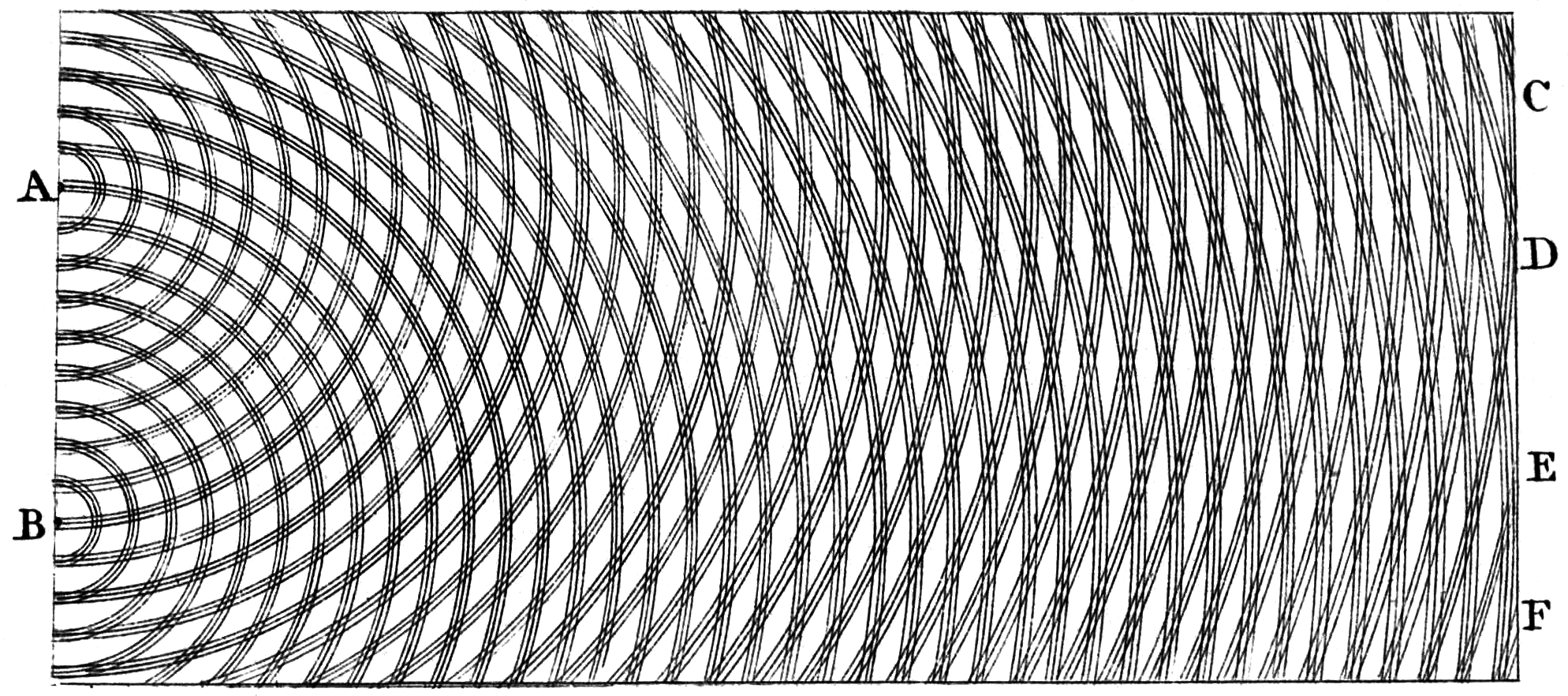
Young vázlata a két-réses diffrakcióról az 1803-ban megjelent könyvében

A fényelhajlás jelenségét először Francesco Maria Grimaldi írta le – a halála után – 1665-ben megjelent könyvében. Grimaldi használta a jelenségre latin difringere kifejezést – jelentése darabokra törni – a különböző irányokba bontott fényre utalva.
Isaac Newton is foglalkozott olyan jelenségek megfigyelésével, amik ma az interferenciával (Newton-gyűrűk) illetve a diffrakcióval értelmezhetők.
Egy évvel az után, hogy Newton prizmával színeire bontotta a napfényt James Gregory diffrakciós mintázatot figyelt meg a madártollon átszűrődő napfény segítségével. Ez tekinthető a rácson történő diffrakció első leírásának.
A jelenség értelmezése az akkoriban széles körben elfogadott nézet alapján – miszerint a fény részecskékből áll – nem sikerült.
Az első hullámtani magyarázat Thomas Young és Augustin-Jean Fresnel nevéhez köthető. Young 1803-ban mutatta be híres kétréses kísérletét, ami a fény hullámtermészetének bizonyítéka volt. Fresnel részletesebb matematikai meggondolásokkal szolgált 1815-ben.
Joseph von Fraunhofer 1821-ben diffrakciós optikai rácsot tervezett és készített a spektroszkópjához, amivel a napfény spektrumát vizsgálta.
Az elhajlás egzakt matematikai leírását a hullámegyenlet megoldásával még később Gustav Robert Kirchhoff adta meg. Kirchhoff leírása jól alá támasztotta a korábbi hullámoptikai modelleket, mind Huygens, Young, Fresnel és Fraunhofer értelmezését.

## A jelenség magyarázata

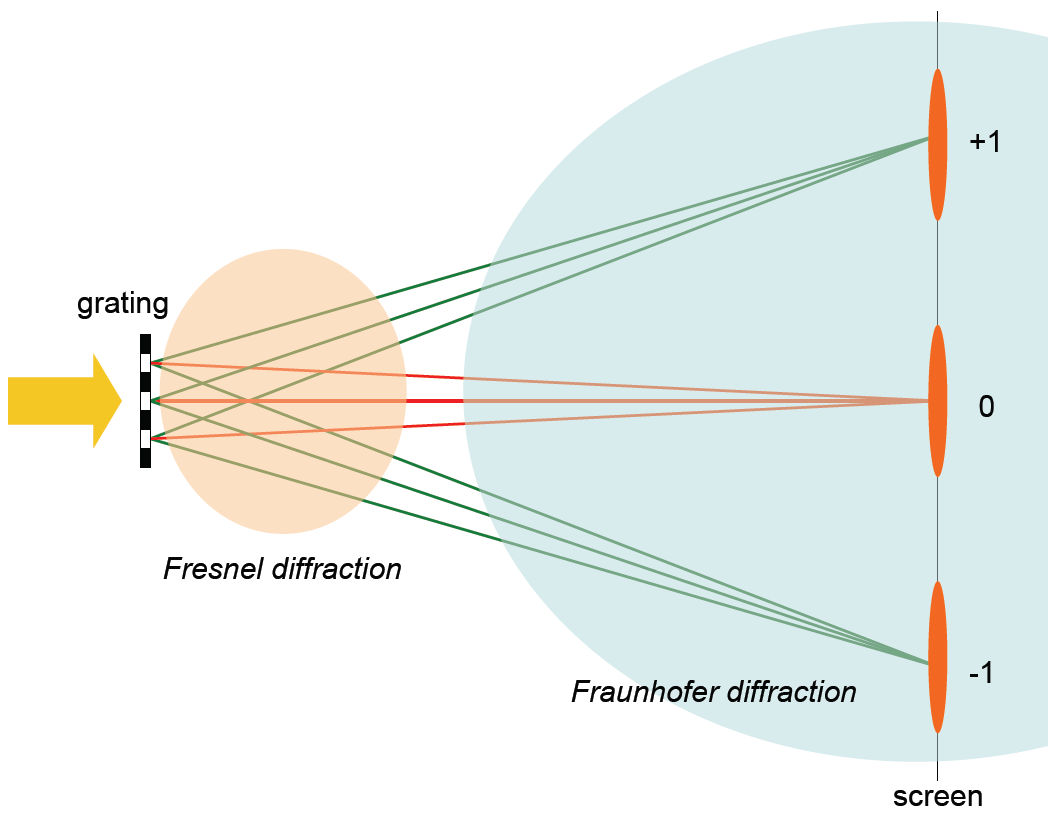
A Fresnel-féle és a Fraunhofer-féle elhajlás érvényessége rácson való elhajlás esetén

A Huygens-elv értelmében egy hullámfelület minden pontja elemi hullámok kiindulópontja is egyben, a Huygens–Fresnel-elv kimondja továbbá, hogy a hullámtérben megfigyelhető hatást az adott hullámfelületből kiinduló koherens elemi hullámok interferenciája határozza meg. Ezen elv matematikai modelljét alkalmazva egy-egy adott esetre megadható az elhajlás következtében kialakuló hullámkép a hullámtérben.
Több modell ismert a diffrakciós kép matematikai értelmezésére. A Fraunhoffer-féle elhajlás a Kirchhoff-féle diffrakciós egyenlet megoldása (közelítése) a távoli térben. A távoli tér közelítés, akkor használható, ha az ernyő távolsága az akadálytól a hullámhossz, illetve az akadály méretéhez képest elég távol van. Ha a diffrakciós képet elég távol nézzük. A Fresnel-féle elhajlás modellje pedig a közeli térben alkalmazható. Háromdimenziós optikai struktúrákon való áthaladás utáni diffrakciós mintázat értelmezéséhez a Bragg-egyenlet alkalmazható.

## A fény elhajlása résen

Az ernyőn tapasztalható intenzitás-eloszlás résen való elhajlás után. Elhajlási minimumok és maximumok.

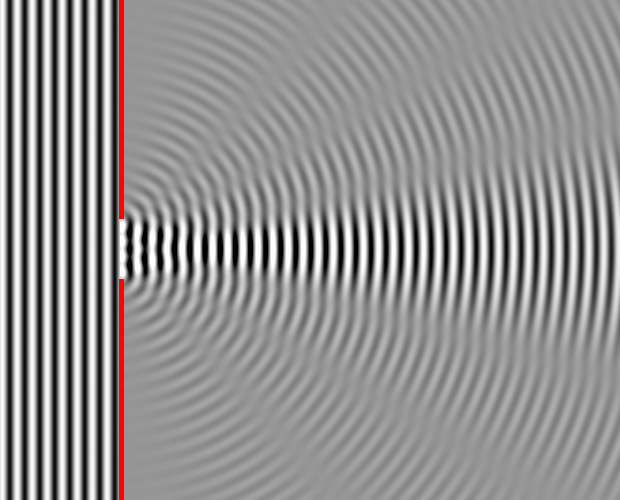
Hullám elhajlása a hullámhossznál négyszer nagyobb méretű résen.

Ha egy elegendően keskeny rést rá merőleges beesésű, monokromatikus fénnyel megvilágítunk, akkor a rés mögött elhelyezett ernyőn az egyetlen világos csík helyett világos és sötét csíkokat, azaz egy interferenciaképet kapunk. A réstől elég távol lévő ernyőn megjelenő képet a Huygens–Fresnel-elv értelmében a résből kiinduló elemi hullámok interferenciája alakítja ki. Az ernyő különböző pontjaira a különböző utakat megtevő elemi hullámok különböző fázisban érkeznek. Azon pontokban, ahol a beérkező elemi hullámok éppen kioltják egymást, sötét foltot, ahol erősítik egymást, ott világos csíkot figyelhetünk meg.
Mivel az ernyő réssel szemközti pontjába érkező fénysugarak közötti úthosszkülönbség 0, ebben a pontban erősítést tapasztalunk – ez az elhajlási kép nullad rendje.
A Fraunhofer-elhajlás alapján megmutatható, hogy a kioltási helyek, az intenzitásminimumok ({\displaystyle \theta _{n}}) irányai a következő összefüggéssel adhatók meg:
{\displaystyle d\cdot sin\theta _{n(min)}=\pm \,n\cdot \lambda },
ahol {\displaystyle d} a rés szélessége, {\displaystyle \lambda } a hullámhossz, {\displaystyle n=1,2,3,...} nem nulla egészszám, az elhajlás rendje.
Az elhajlási maximumok irányára közelítőleg érvényes:
{\displaystyle d\cdot sin\theta _{n(max)}=\pm \,(n+{\frac {1}{2}})\cdot \lambda }.
Az elhajlási kép intenzitáseloszlását leíró függvény:
{\displaystyle I(\theta )=I_{0}\,{\Big (}{\frac {\sin \phi }{\phi }}{\Big )}^{2}},
ahol {\displaystyle \phi ={\frac {\pi \,\theta \,\sin \theta }{\lambda }}}.
Az összefüggésekből látható, hogy az elhajlási képben mind a minimumok, mind a maximumok iránya függ a rés méretétől. Egy kis méretű rést ismert hullámhosszúságú monokromatikus fényforrással kivilágítva, optikai méréssel meghatározható a rés mérete.
Egy adott akadály, vagy rés esetén a kioltások, és erősítések iránya ugyanakkor hullámhosszfüggő. A rést fehér fénnyel kivilágítva a különböző színkomponensek különböző irányokban erősödnek illetve gyengülnek. A hullámhosszfüggő elhajlásnak több légköroptikai jelenségnél (pl. haló, glória, szivárvány) is szerepe van.

## Fény elhajlása köralakú nyíláson

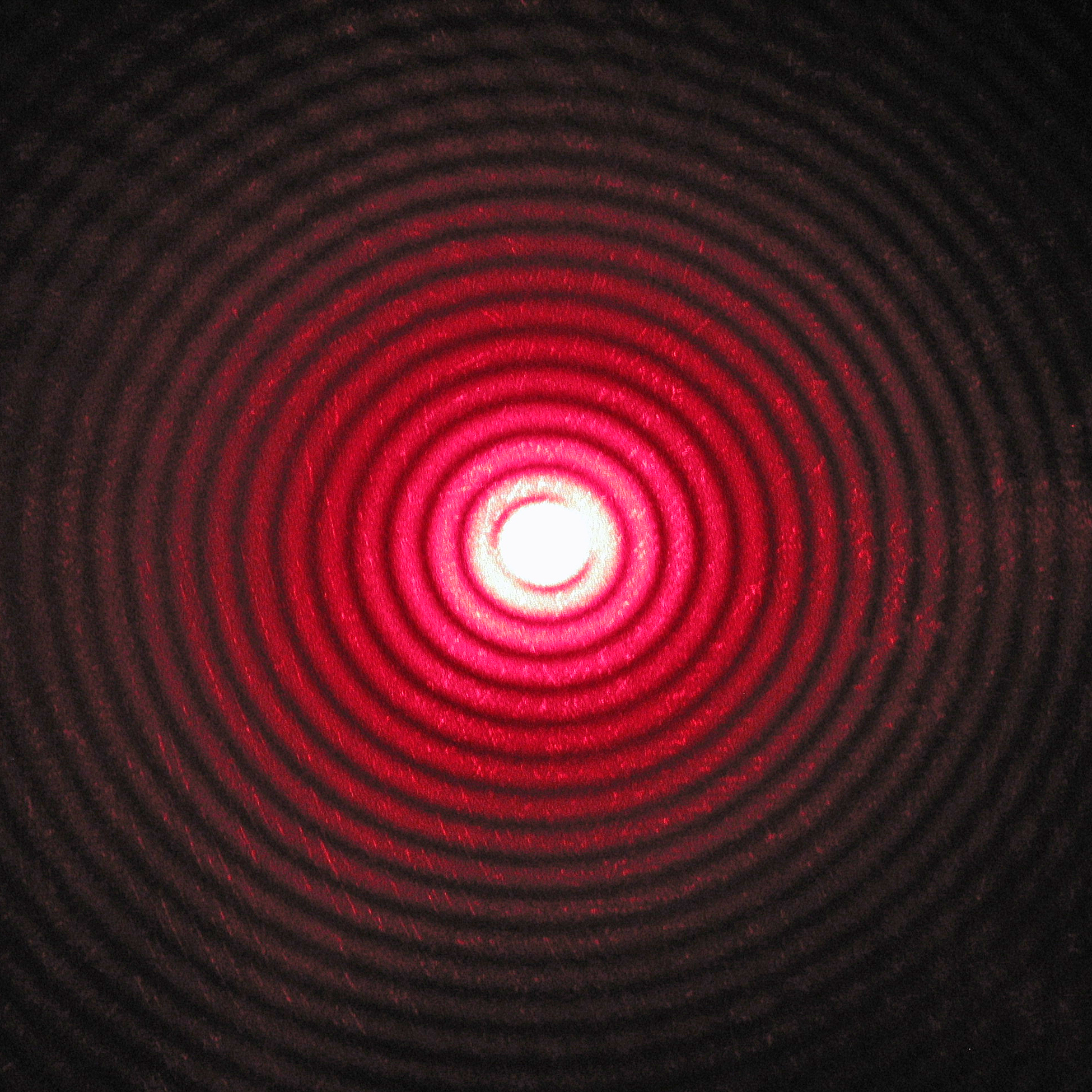
Lézernyaláb elhajlási képe kör alakú nyíláson

A fény hullámhosszával összemérhető sugarú kör alakú nyíláson áthaladó monokromatikus fény elhajlási képe világos és sötét koncentrikus gyűrűkből áll, középen világos koronggal. Ez az Airy-korong.
Az első minimumhoz tartozó {\displaystyle \theta } elhajlási szögre a következő összefüggés érvényes:
{\displaystyle sin\theta =0,610\,{\frac {\lambda }{r}}},
ahol {\displaystyle r} a kör sugara, {\displaystyle \lambda } a hullámhossz.
A fény hullámhosszával összemérhető méretű részleteket tartalmazó mintán áthaladva tehát egy pont képe nem egy pont, hanem egy korong. A fényelhajlás miatt nem lehetséges a hagyományos fénymikroszkóp feloldási határát minden határon túl növelni. A fénymikroszkóp felbontási határát a fényelhajlás jelenségéből Ernst Abbe vezette le.

## Fény elhajlása és interferenciája kettős résen

Merőleges beesésű síkhullám diffrakciója és interferenciája kettős résen.

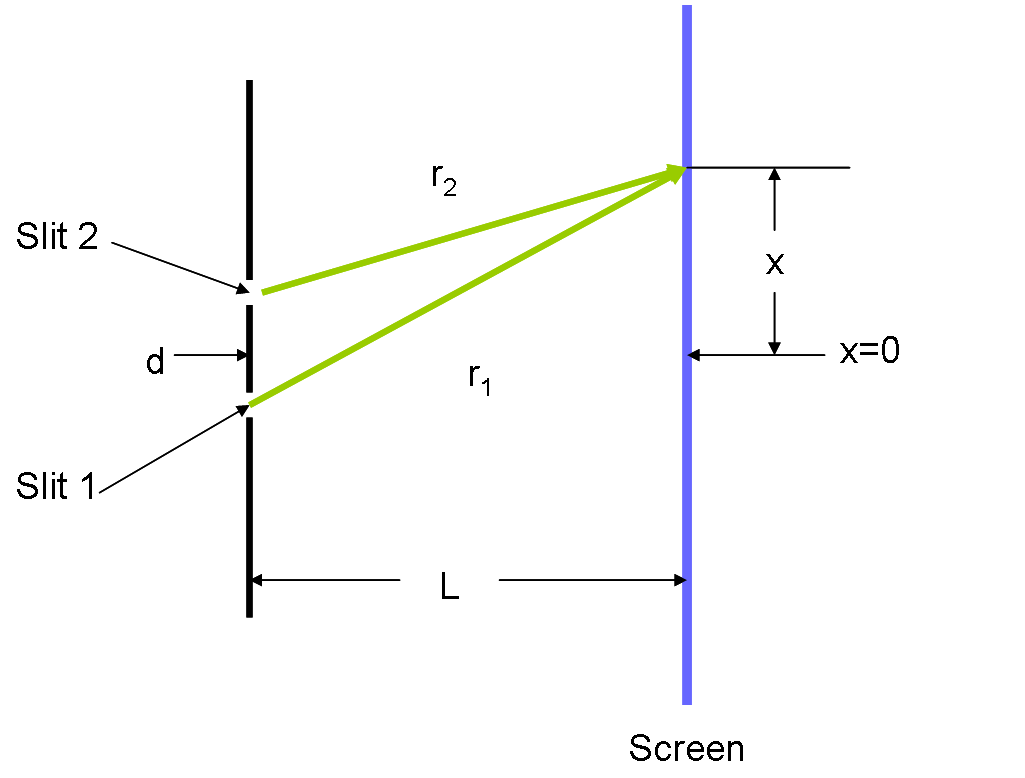

Két egymáshoz közeli, kisméretű rést egyszínű fénnyel megvilágítva a réseken áthaladó nyalábok elhajlást szenvednek. A résektől távol lévő ernyőn a koherens nyalábok interferenciája révén világos és sötét csíkokat figyelhetünk meg. Az ernyő egy pontjában az interferencia eredményét az {\displaystyle r_{1}-r_{2}} útkülönbség határozza meg. Megmutatható, hogy a rések közötti középvonaltól mért milyen {\displaystyle x} távolságban lesz erősítés, illetve kioltás az interferencia eredménye.
Az intenzitásmaximumok és -minimumok helyei az ábra jelöléseivel:
{\displaystyle x_{max}=0,\pm {\frac {L}{d}}\lambda ,\pm 2{\frac {L}{d}}\lambda ,...}
{\displaystyle x_{min}=0,\pm {\frac {1}{2}}{\frac {L}{d}}\lambda ,\pm {\frac {3}{2}}{\frac {L}{d}}\lambda ,...},
ahol {\displaystyle L} az ernyő távolsága, {\displaystyle d} a rések távolsága egymástól, {\displaystyle \lambda } a hullámhossz.
A szomszédos sötét vagy világos csíkok távolsága egymástól:
{\displaystyle \Delta \,x={\frac {L}{d}}\lambda }.
Ahogy az összefüggésből látható, a szomszédos erősítések illetve gyengítések távolsága függ a hullámhossztól. Fehér fénnyel megvilágítva a réseket, az ernyőn színes csíkok jelennek meg.

## Fényelhajlás rácson

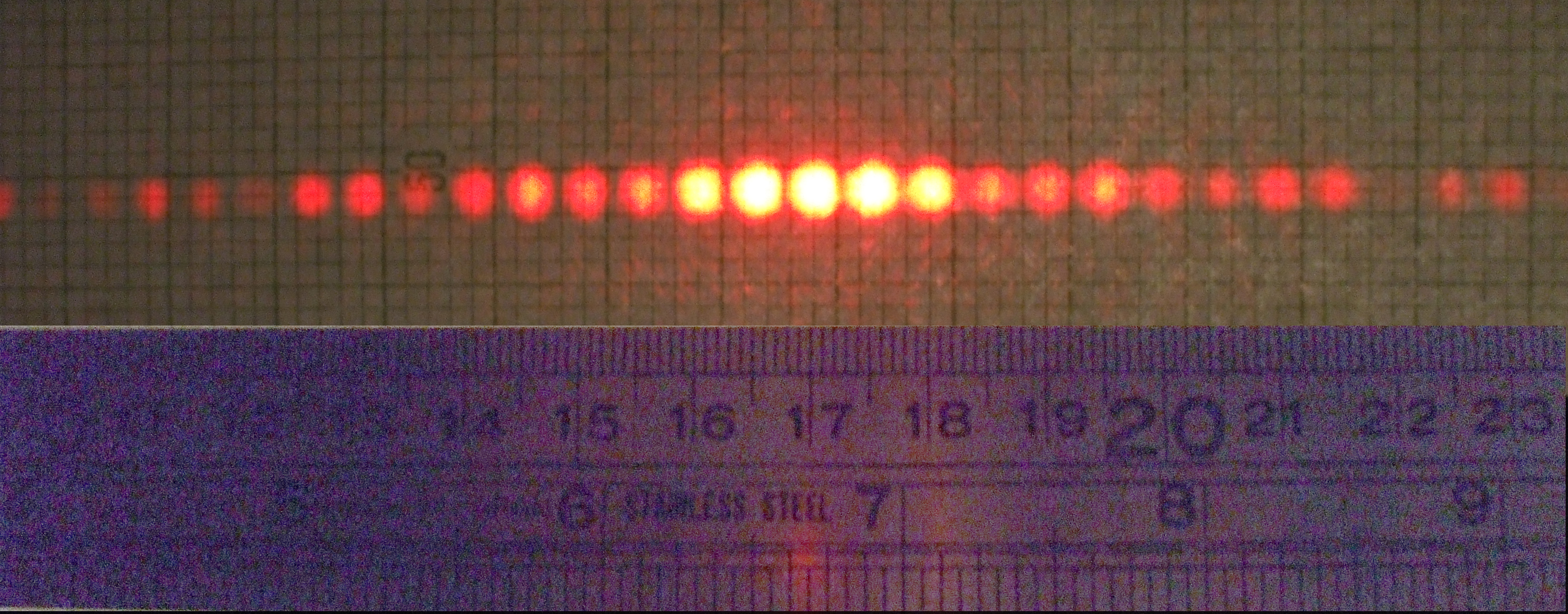
633 nm-es hullámhosszú He-Ne lézer elhajlási képe egy 150 réses rácson

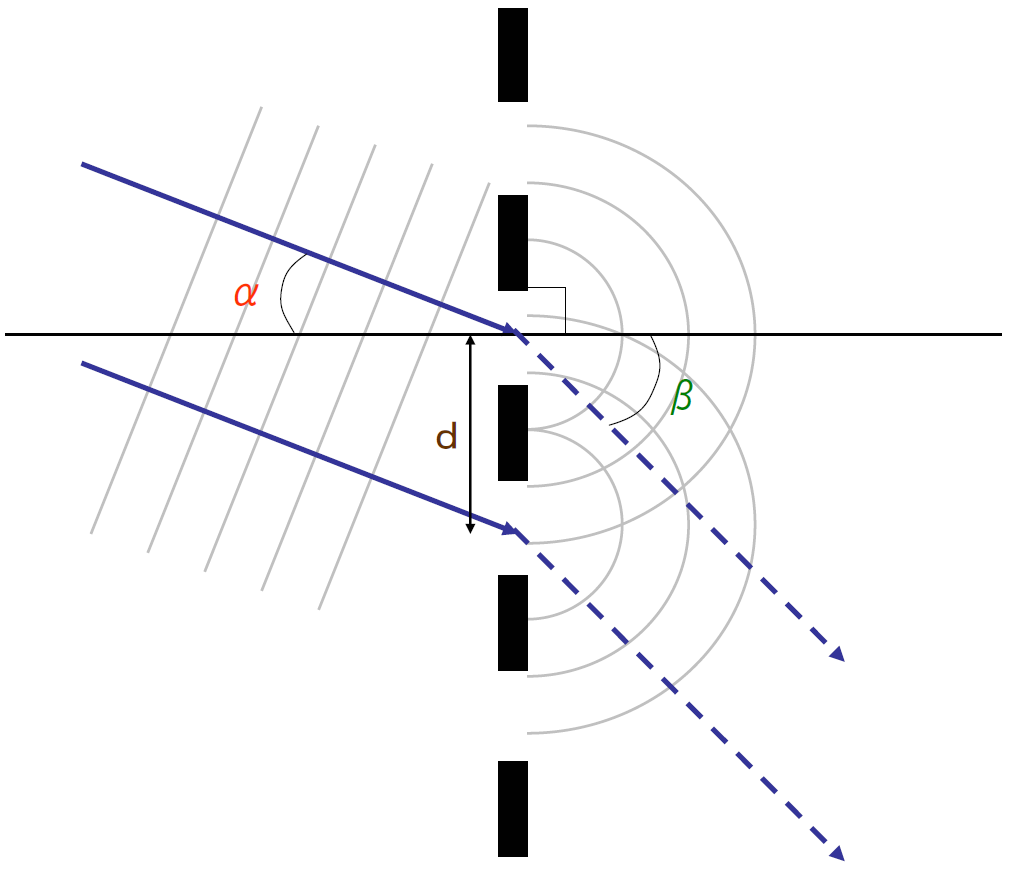
Sokréses rácsra ferdén beeső egyszínű fény elhajlása

Nagyszámú, azonos szélességű és egymástól egyenlő távolságban lévő rések összességét optikai rácsnak nevezik. Ha egy optikai rácsra fény érkezik, akkor az egyes réseken való elhajlás után a távoli térben lévő ernyőn az egyes nyalábok interferenciájának eredménye figyelhető meg.
Egy rácsot monokromatikus fénnyel megvilágítva az ernyőn felváltva több világos és sötét folt jelenik meg. A világos foltok az interferencia erősítési helyei. Az intenzitásmaximumok irányára ({\displaystyle \beta _{k}}) az ábra jelöléseivel következő összefüggés érvényes:
{\displaystyle d\,(\sin \alpha +\sin \beta _{k})=\pm \,k\lambda },
ahol {\displaystyle \alpha } a beesési szög, {\displaystyle d} a rácsállandó (az egyes rések azonos helyzetű pontjainak a távolsága), {\displaystyle \lambda } a hullámhossz, {\displaystyle k=0,\pm 1,\pm 2,...}.
Merőleges beesés esetén {\displaystyle \alpha =0}, azaz {\displaystyle \sin \alpha =0}, így az összefüggés egyszerűbb alakú.
Ismert hullámhosszú fénnyel világítva meg egy rácsot, az elhajlási szögek mérésével a rácsállandó meghatározható.
Ismert rácsállandójú rács segítségével pedig egy ismeretlen hullámhosszú fényforrás hullámhossza határozható meg.
Az összefüggésben szerepel továbbá a hullámhossz, azaz különböző hullámhosszú fénynyalábok más-más irányban erősödnek. Optikai ráccsal a fehér fény színekre bontható.

## Diffrakció versus diszperzió
Mind a diszperzió, mind a diffrakció jelensége felhasználható a fehér fény színképi felbontásához.
A diszperzió azt jelenti, hogy a közeg törésmutatója hullámhosszfüggő, a különböző hullámhosszú nyalábokra a törésmutató értéke más. Egy prizmán áthaladó fehér fény kétszer törik meg a közeghatáron. A fénysugár iránya a Snellius–Descartes-törvény alapján függ a törésmutatótól, a prizmából kilépve pl. a piros és a kék komponens más-más irányba halad tovább. A prizma tehát a diszperzió révén bontja színekre a fehér fényt.
Az optikai rács esetén az elhajlásnak van szerepe a színekre bontásban.
Az optikai spektroszkópiában a színkép felbontásának eszköze lehet a monokromátor, amiben az alkalmazástól függően prizma illetve optikai rács van.

GALÉRIA
Színkép felbontása ráccsal és prizmával
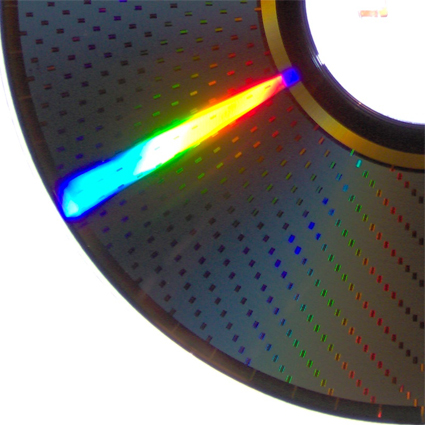
DVD mint optikai rács
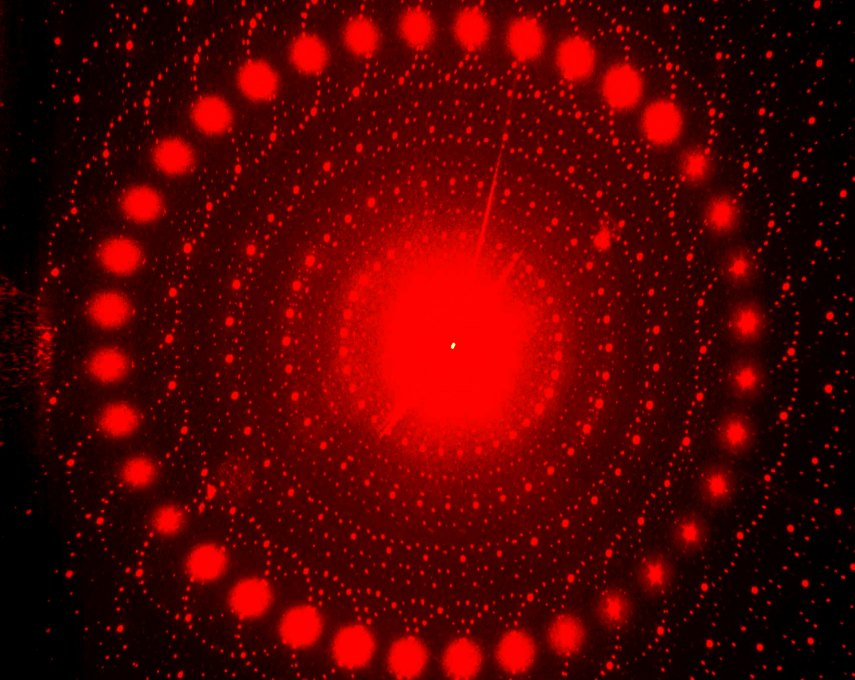
Lézernyalábbal szimulált röntgendiffrakciós mintázat
Fehér fény elhajlása transzmissziós rácson
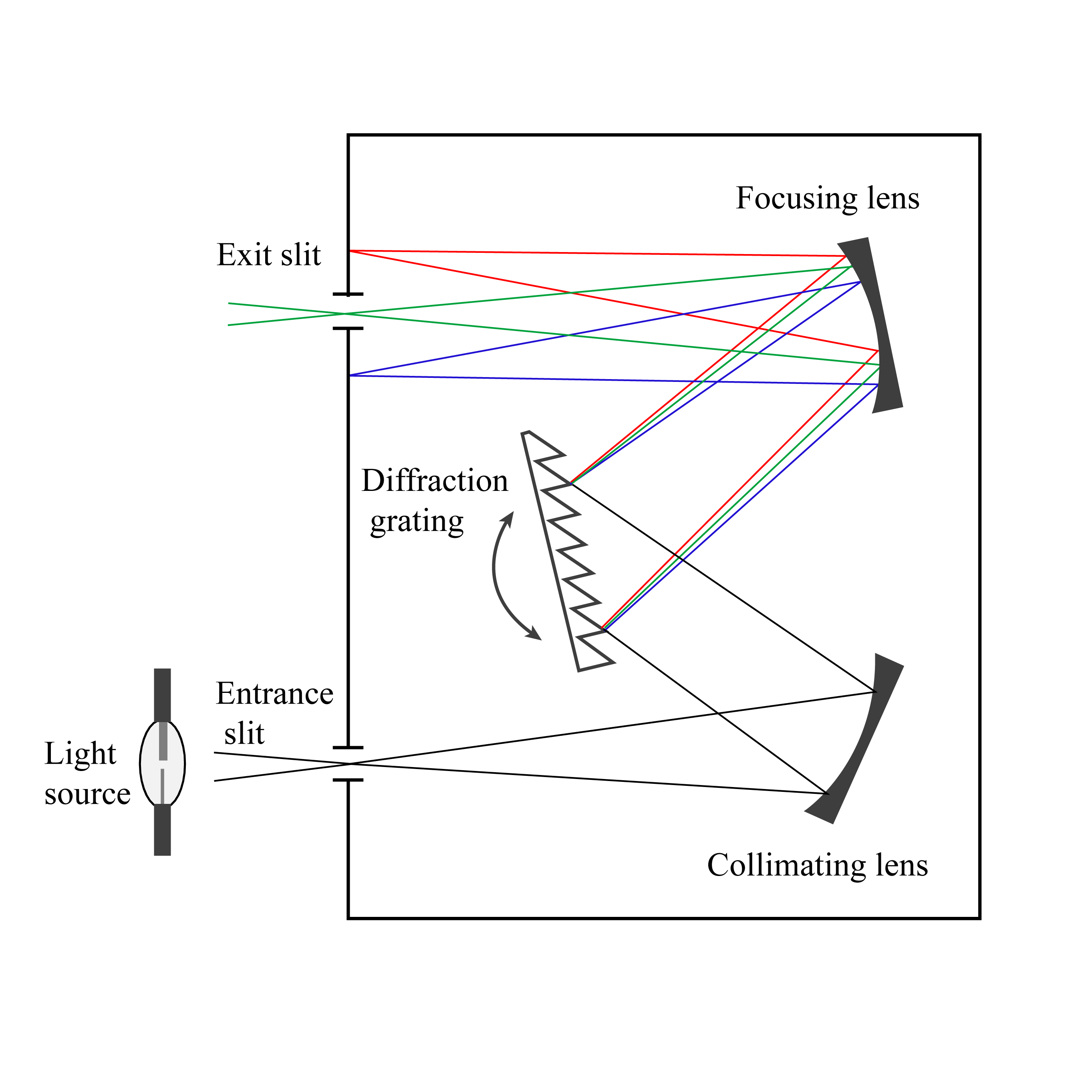
Monokromátor elvi felépítése